# Активный фиолетовый 4К
Активный фиолетовый 4К — это монохлортриазиновый активный металлсодержащий краситель, придающий целлюлозе фиолетовый цвет с заметным красным оттенком. Как и другие триазиновые активные красители, закрепляется в процессе взаимодействия с красителем функциональных групп волокна (или иного окрашиваемого материала) с образованием ковалентной связи. При 70—90 °C в присутствии щелочного агента, в гидрокси- или аминогруппе окрашиваемого вещества атом водорода замещается на остаток красителя, то есть вместо связи триазинового фрагмента красителя с хлором образуется связь с азотом или кислородом соответствующих групп окрашиваемого субстрата.
Активный фиолетовый 4К образует окраски, обладающие высокой светостойкостью, что вполне характерно для медьсодержащих органических красителей.

## Получение

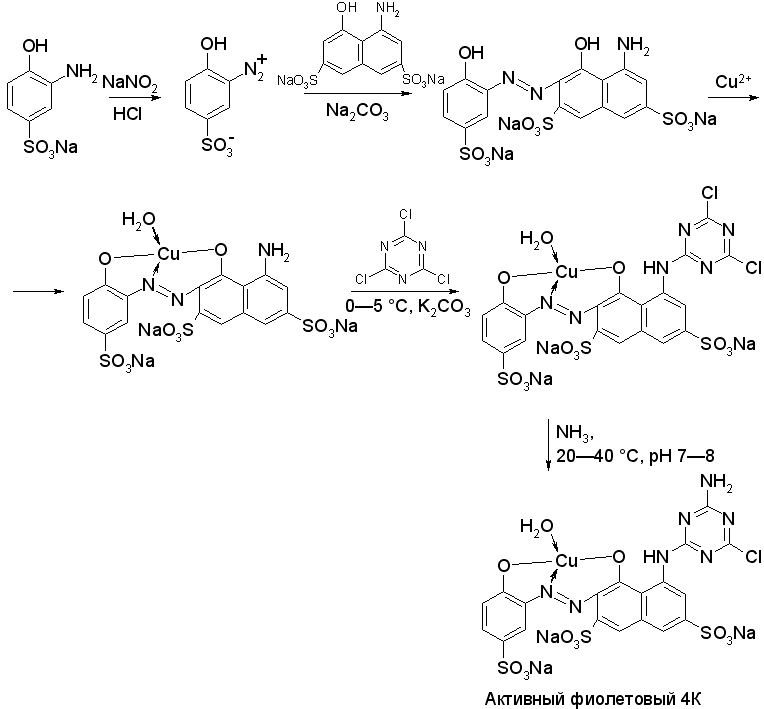
Схема синтеза Активного фиолетового 4К

Активный фиолетовый 4К получают диазотированием 3-амино-4-гидроксибензолсульфокислоты, за которым следует сочетание в щелочной среде с Аш-кислотой. Полученный моноазокраситель переводят в медный металлокомплекс.
Этот металлокомплекс вводят в реакцию с цианурхлоридом при 0—5 °С в присутствии K2CO3, а продукт подвергают обработке аммиаком.
Выделяют активные красители из раствора, обычно, высаливанием, после чего к полученной пасте добавляют буферную смесь для поддержания pH 6—7 и высушивают при температурах до 80—100 °C за возможно более короткое время. Остаточная вода крайне нежелательна из-за возможного гидролиза красителя.